# Jack London (film)
Jack London – amerykański film z 1943 roku w reżyserii Alfreda Santella.

## Obsada
- Michael O'Shea jako Jack London
- Susan Hayward jako Charmian Kittredge
- Osa Massen jako Freda Maloof
- Harry Davenport jako prof. Hilliard
- Frank Craven jako stary Tom
- Virginia Mayo jako Marnie
- Ralph Morgan jako George Brett
- Jonathan Hale jako Kerwin Maxwell
- Louise Beavers jako Maurray Jeremy
- Leonard Strong jako kapitan Tanaka
- Regis Toomey jako Scratch Nelson
- Paul Hurst jako 'Lucky Luke' Lannigan
- Lumsden Hare jako angielski korespondent
- Hobart Cavanaugh jako Mike
- Conway Morgan jako Richard Harding Davos
- Robert Homans jako kapitan Allen
- Wallis Clark jako Theodore Roosevelt (niewymieniony w czołówce)
- Pierre Watkin jako amerykański konsul (niewymieniony w czołówce)

## Nagrody i nominacje
| Nazwa nagrody | Wygrane            | Nominacje                                                 |
| ------------- | ------------------ | --------------------------------------------------------- |
| Oscar         | 1945 bez rezultatu | 1945 Najlepsza muzyka w dramacie lub komedii Freddie Rich |